# Leone Leoni

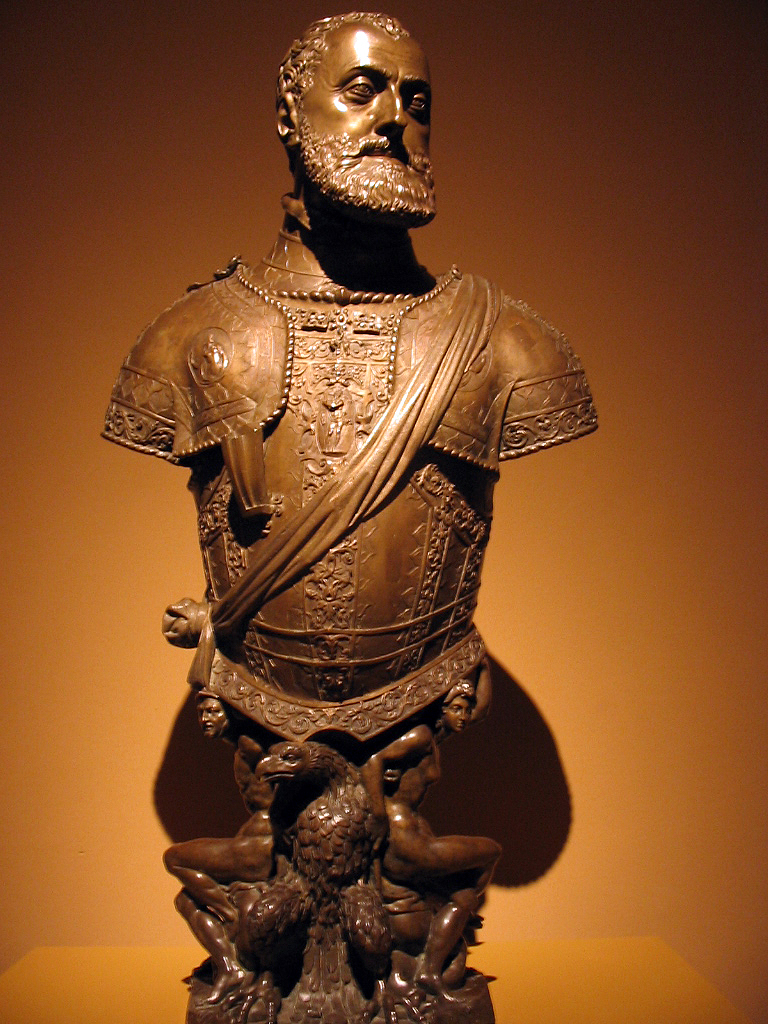
Bronzebüste Kaiser Karl V., Museo del Prado in Madrid

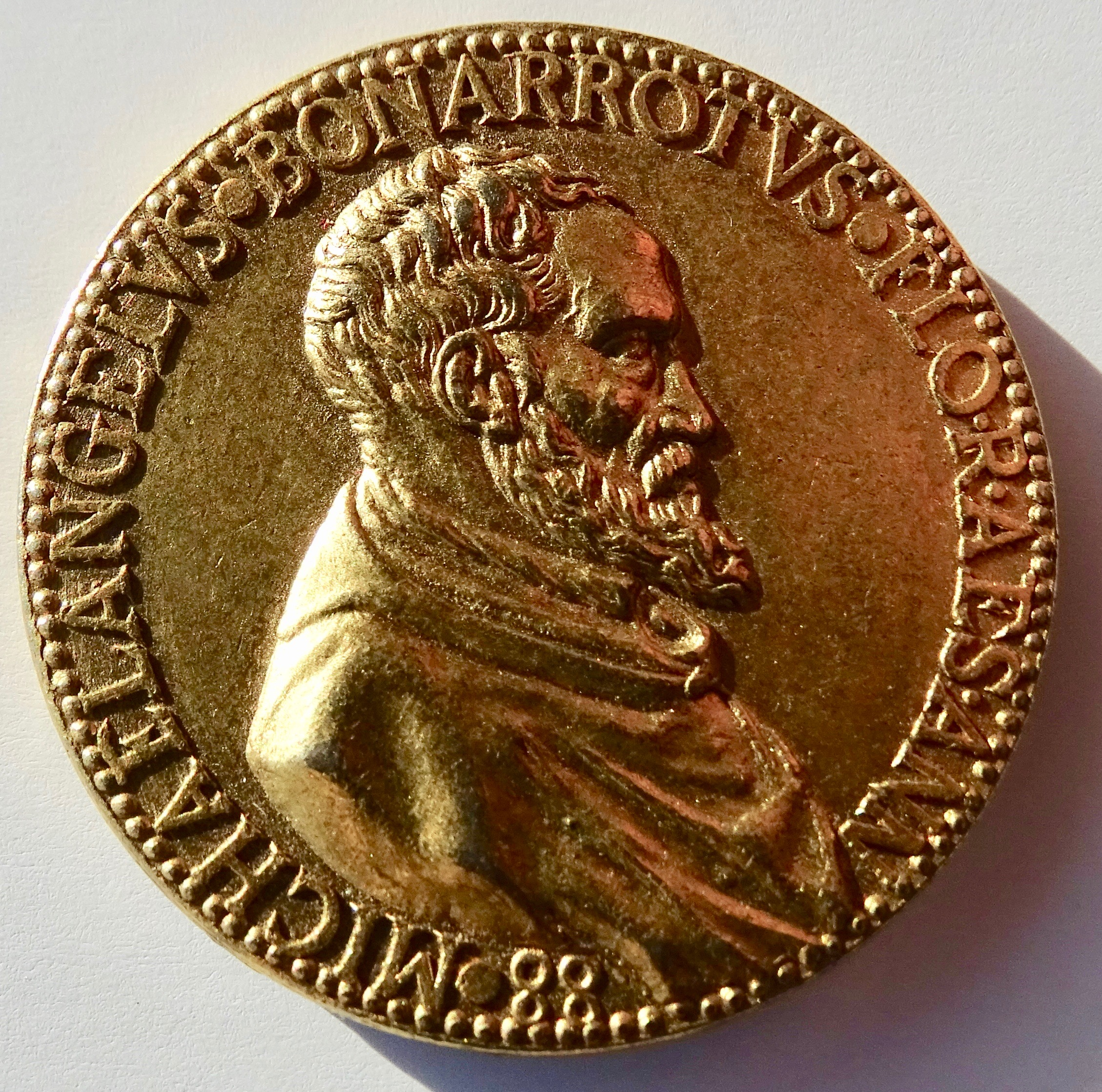
Undatierte Medaille (1563) von Leone Leoni auf Michelangelos 88. Geburtstag (Vorderseite).

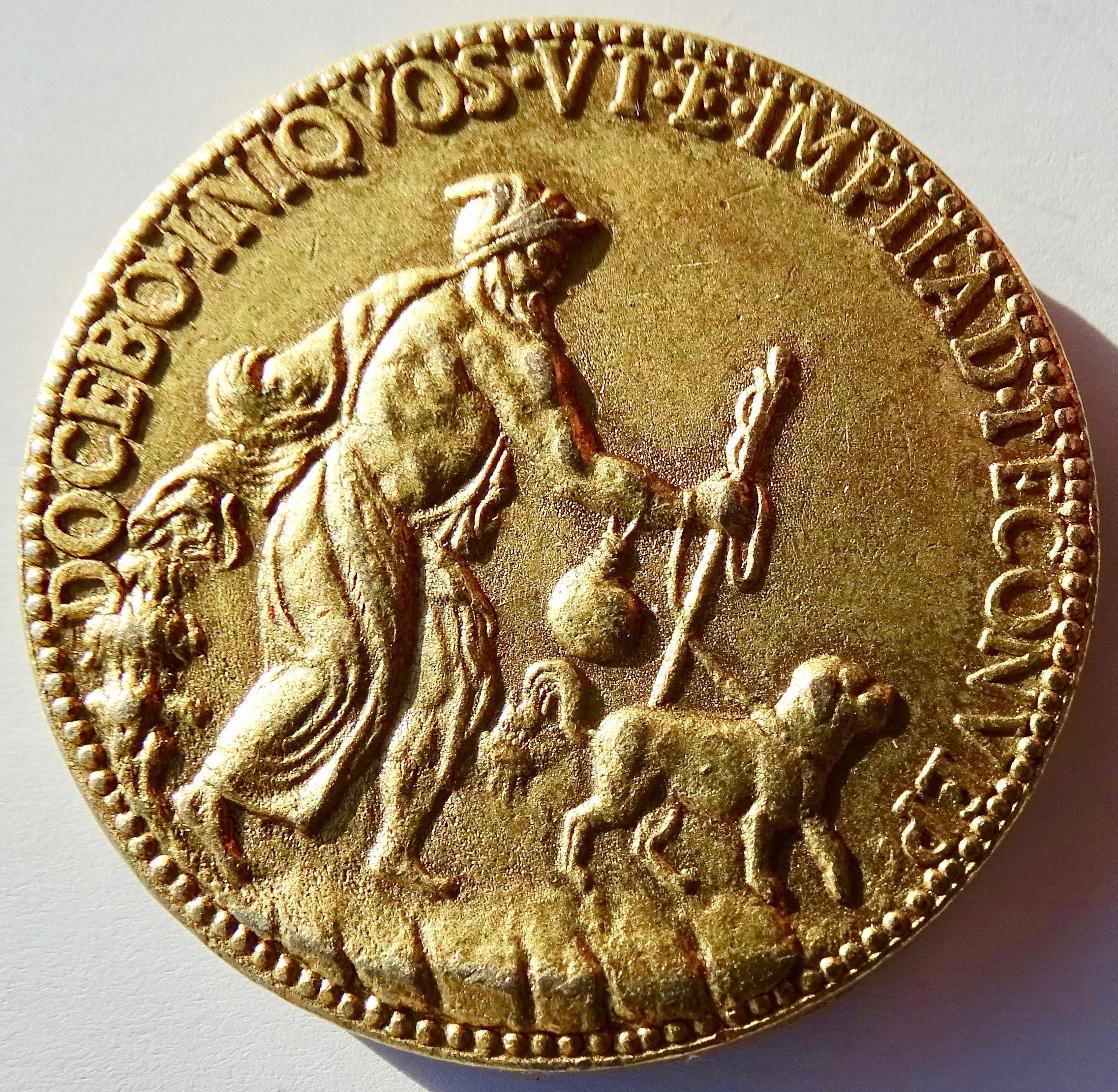
Die Rückseite von Michelangelos 88. Geburtstagsmedaille.

Leone Leoni (* um 1509 in Menaggio; † 22. Juli 1590 in Mailand) war ein italienischer Bildhauer, Goldschmied und Medailleur der Renaissance.

## Leben
Leoni wurde in Arezzo geboren und führte ein ereignisreiches Leben, das ihn in viele italienische Städte und als Bildhauer Kaiser Karls V. auch nach Deutschland, Spanien und in die Niederlande führte. Leoni ließ sich schließlich in Mailand nieder, wo er Münzen und Medaillen für Kardinal Antoine Perrenot de Granvelle und Michelangelo entwarf. Im Jahre 1556 entwarf er einen Silber-Scudo mit dem Porträt von Philipp II, als Herzog von Mailand. Das von Leoni in den 1570er Jahren errichtete Gebäude, das sogenannte „Haus der Omenoni“ (ital.: „Casa degli Omenoni“) in der Via degli Omenoni, in dem er seine Werkstatt unterhielt, existiert noch heute.

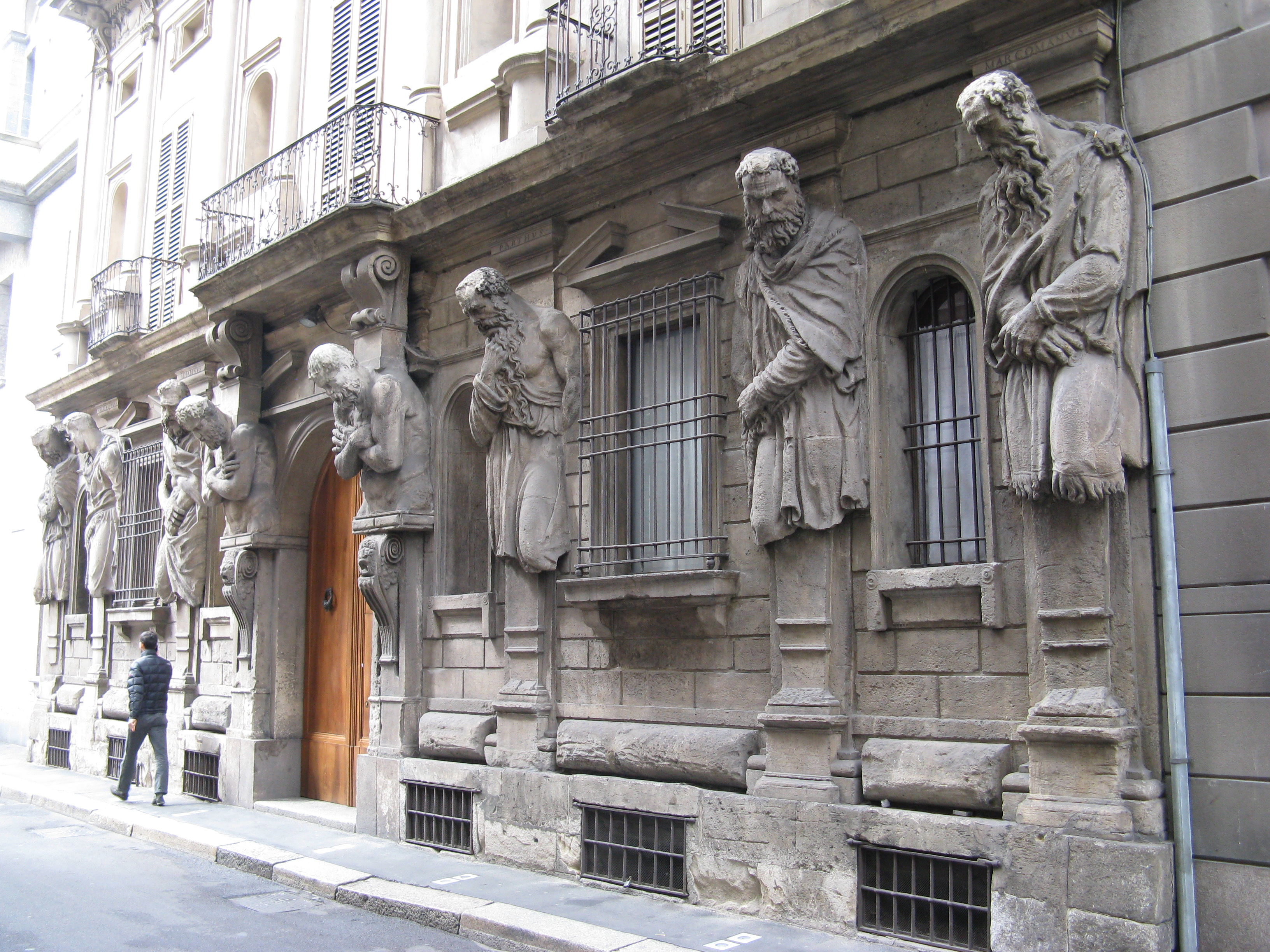
„Casa degli Omenoni“ in der Via degli Omenoni, Mailand

Leonis Sohn, Pompeo Leoni (1533–1608), war ebenfalls Bildhauer. Dieser ging nach Spanien, wo er die Bronzeplastiken vollendete, die sein Vater für die Hauptkapelle im Real Sitio de San Lorenzo de El Escorial entworfen hatte. Pompeo Leoni besaß Leonardo da Vincis Zeichnungen und Notizen und ordnete sie neu ein.